# Ernest Greene (rugbysta)
Ernest Greene (ur. 1 lipca 1862 w Dublinie, zm. 10 listopada 1937 w Herefordshire) – irlandzki rugbysta, reprezentant kraju.
W latach 1882–1886 rozegrał cztery spotkania dla irlandzkiej reprezentacji, w Home Nations Championship 1885 zdobywając jedno z przyłożeń w meczu z Anglikami.